# Stenomutilla
Stenomutilla is een geslacht van vliesvleugelige insecten van de familie Mierwespen (Mutillidae).

## Soorten
- S. argentata (Villers, 1789)
- S. bicornuta Nonveiller, 1994
- S. bizonata (Smith, 1856)
- S. collaris (Fabricius, 1787)
- S. hottentotta (Fabricius, 1804)